# Kronen Privatbrauerei Dortmund

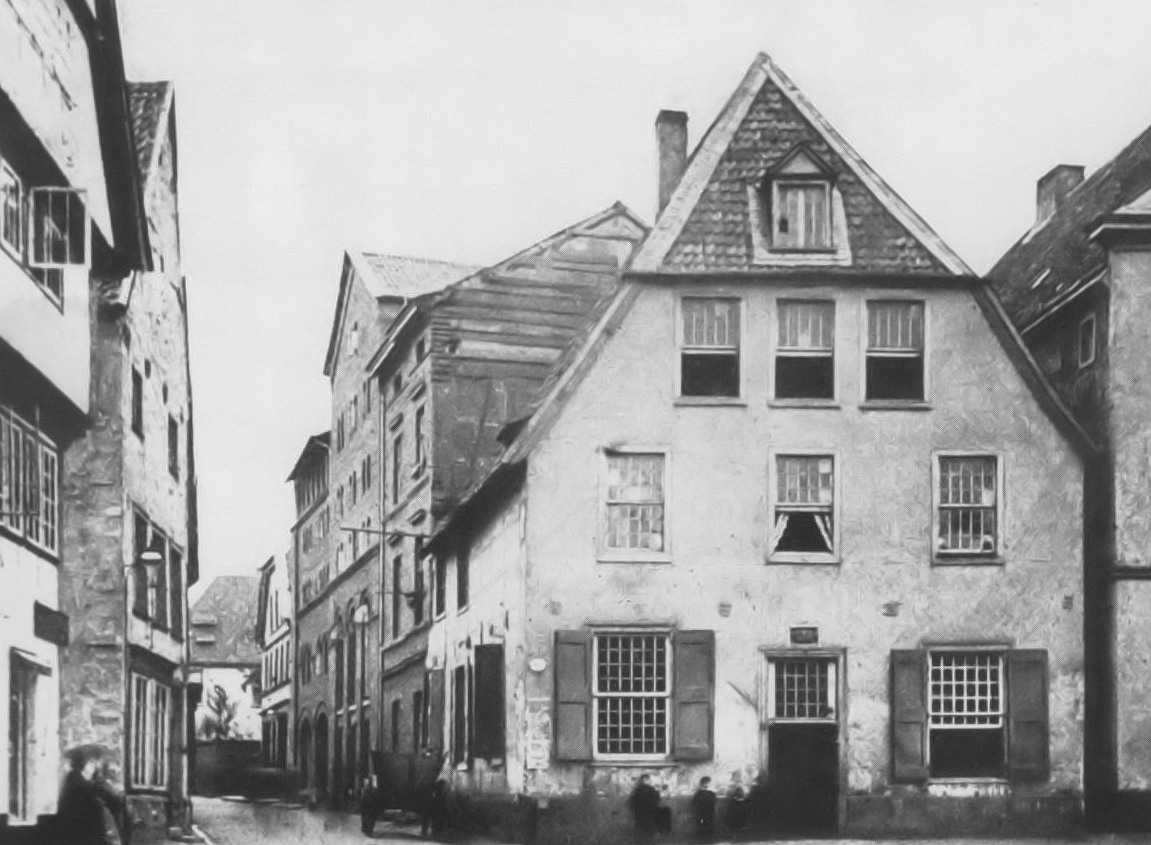
Stammhaus der Kronenbrauerei am Alten Markt, um 1860

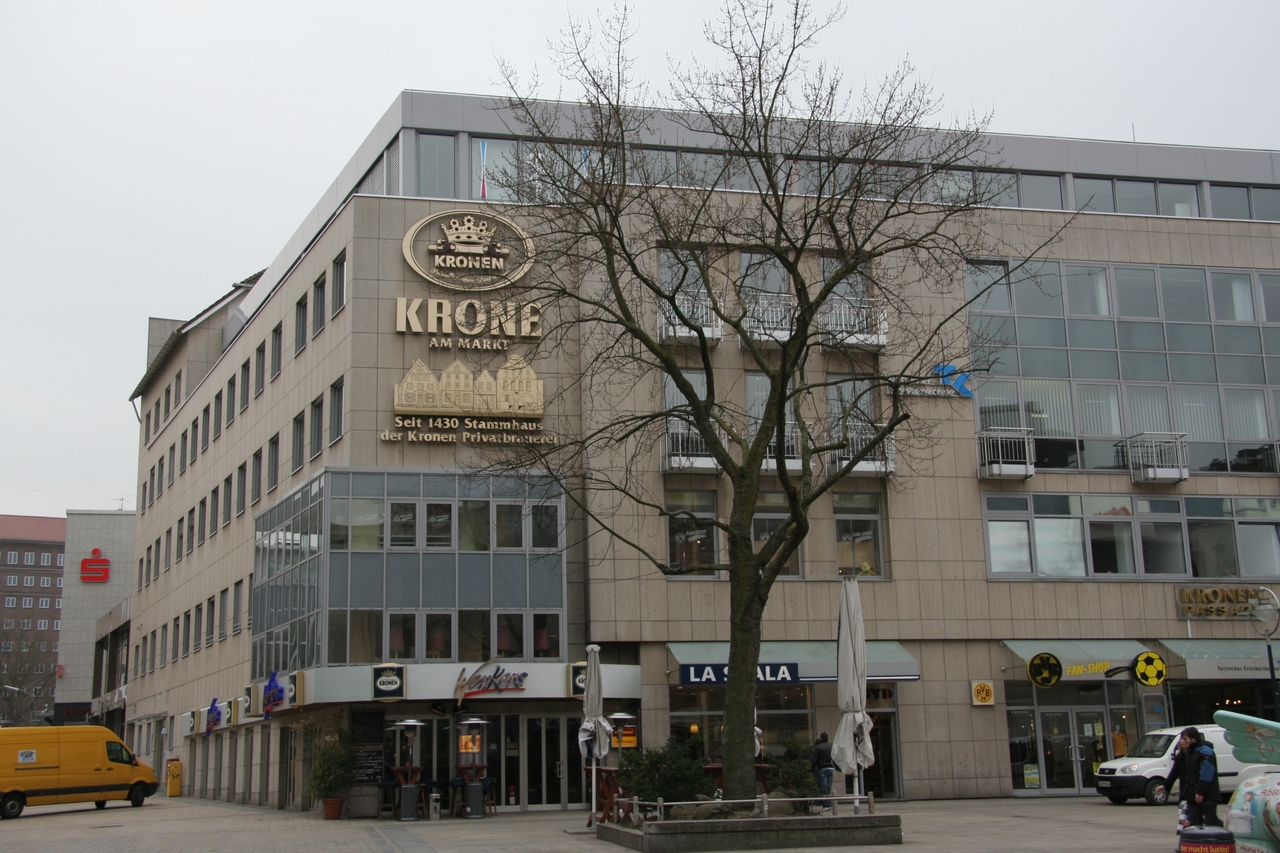
Bebauung der Ecke am Alten Markt im Jahr 2009

Bierdeckel der Privatbrauerei Dortmunder Kronen

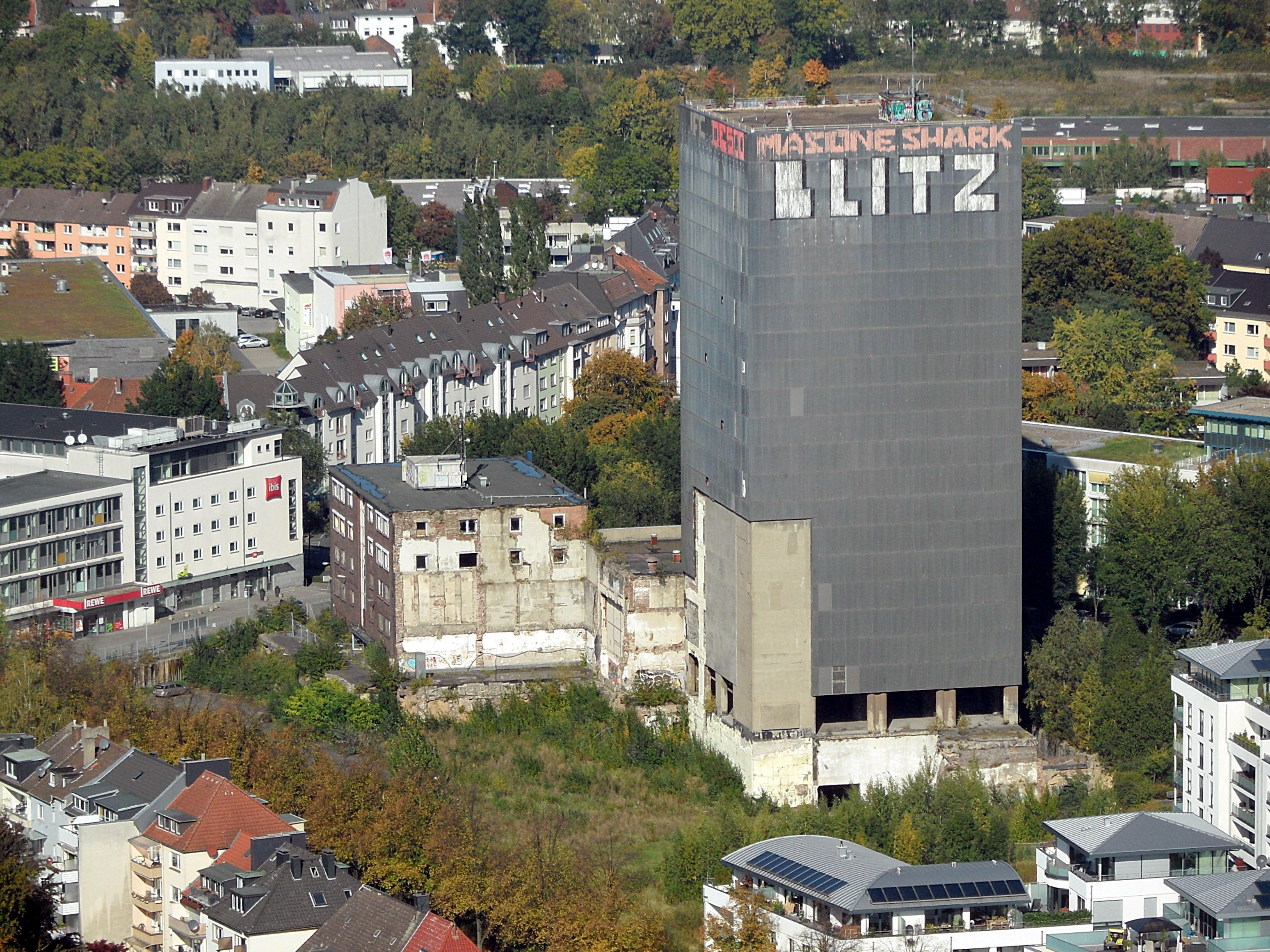
Kronenturm, ehemalige Brauerei an der Märkischen Straße, 2015

Die Kronen Privatbrauerei Dortmund GmbH, im Sprachgebrauch auch Kronen-Brauerei und Privatbrauerei Dortmunder Kronen, ist ein Brauereiunternehmen mit langer Tradition in Dortmund, das inzwischen zur Radeberger Gruppe der Dr. August Oetker KG gehört. Seit 2000 wird das Bier ohne eigene aktive Brauerei am Standort der Dortmunder Actien-Brauerei gebraut.

## Geschichte
Die historische Kronen-Brauerei war eine der ältesten Brauereien in Westfalen und hat ihren Stammsitz am Alten Markt in Dortmund ⊙. Das Unternehmen konnte auf eine über 550 Jahre alte Brautradition zurückblicken und befand sich von 1729 bis 1996 im Familienbesitz.
Dortmunder Kronen war in den Jahren 1992 bis 1996 Sponsor von Borussia Dortmund. Das Motto der Partnerschaft lautete: „Kronen und BVB. Gemeinsam stürmen wir für Dortmund.“
Am Stammsitz der Brauerei befindet sich heute der Gastronomiebetrieb „Wenkers“.
Zeittafel
- 1430 Erwähnung der „Krone am Markt“ in der Stadtchronik
- 1517 verbürgtes Brauhaus in der „Krone am Markt“
- 1729 Kauf der „Krone am Markt“ durch die Eheleute Johann Wenker (1675–1732), von diesen ging sie im Erbgang an Caspar Heinrich Wenker (1707–1764), Johann Gottfried Wenker (1751–1805), Peter Zacharias Gottfried Wenker (1781–1859) und Franz Heinrich Wenker (1825–1905), den eigentlichen Gründer des heutigen Unternehmens
- 1843 Einführung der untergärigen Braumethode (Exportbier)
- 1845 Umwandlung in eine Lagerbier-Brauerei
- 1873 Verlegung des ganzen Betriebes aus der Stadt an die Kronenburg (Märkische Straße) ⊙ bei gleichzeitiger Entwicklung zum Großbetrieb
- 1880 Brand der Mälzerei
- 1894 Eintritt von Oskar Brand, Schwiegersohn von Franz Heinrich Wenker
- 1913 Erwerb der Mälzerei am Düsseldorfer Hafen (Kronenmalzfabrik Dr. O. Brand)
- 1945 Zerstörung durch Luftangriffe (12. März)
- 1977 Einweihung des neuen Sudhauses
- 1987 Übernahme der Dortmunder Stifts-Brauerei
- 1992 Übernahme der Dortmunder Thier Brauerei
- 1996 Verkauf der Kronenbrauerei zusammen mit der Dortmunder Stifts- und der Dortmunder Thier-Brauerei an die Dortmunder Actien-Brauerei unter Beibehaltung der Biermarken
- 1997 Die Kronen-Produktion zieht an die Steigerstraße (DAB)

## Marken
Von den Marken der Privatbrauerei Dortmunder Kronen haben bis heute Bestand:
- Kronen Pilsener
- Kronen Export
- Kronen Winterbier
- Kronen Helles

Die Marke Kronen Classic wurde hingegen eingestellt.
In den 1990er Jahren wurde erfolglos versucht, mit Torrik eine eigene Marke für alkoholfreies Bier in den Markt zu bringen.